# Papeete
Papeete är huvudstad i Franska Polynesien i Stilla havet, beläget på ön Tahiti. Här finns en fransk flyg- och flottbas. Turismen är största näring. År 1995 hölls i Papeete omfattande demonstrationer mot de återupptagna franska kärnvapenproven på Mururoaatollen.

## Staden

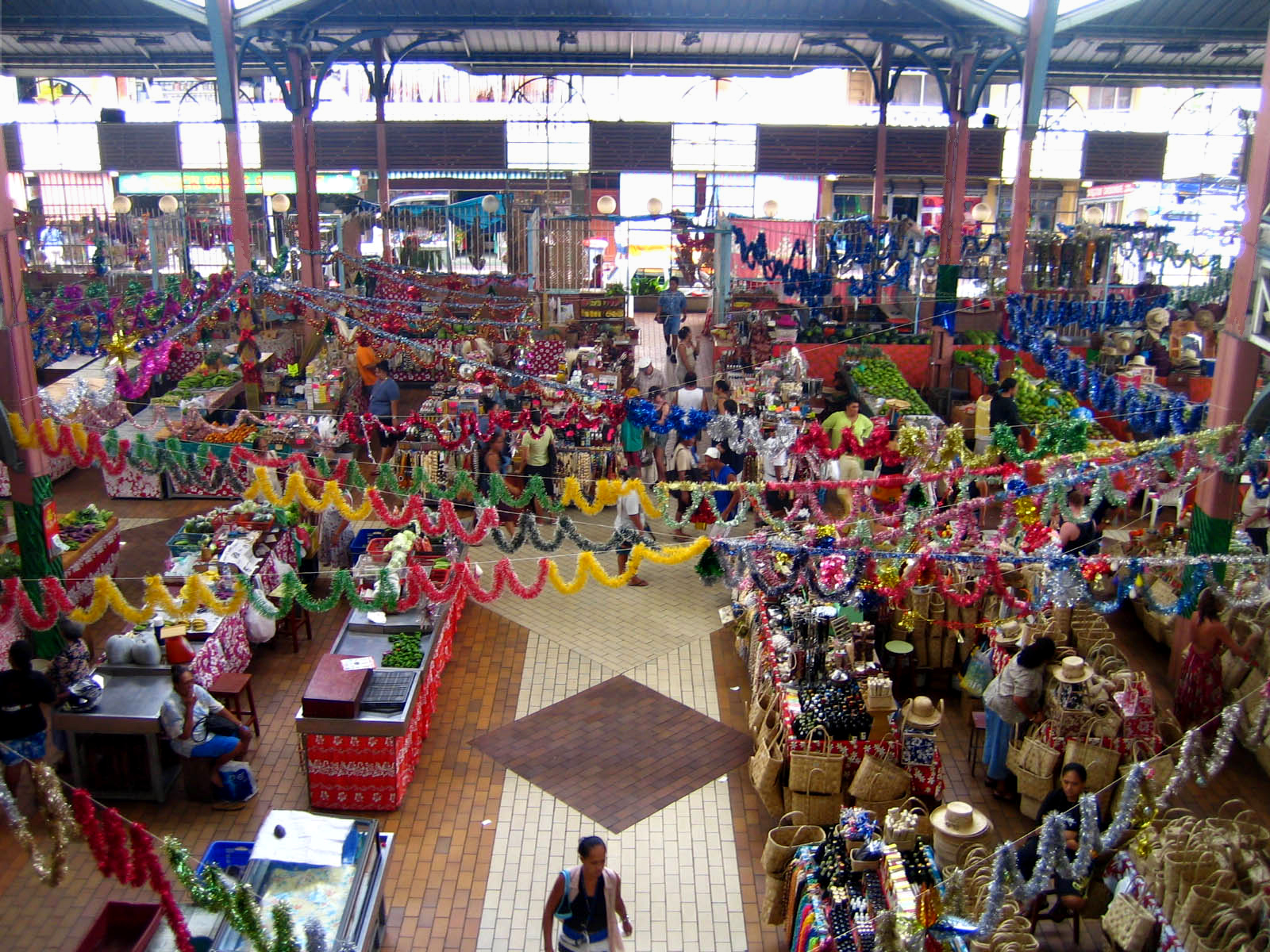
Marknaden

Papeete är belägen på Tahitis nordvästra del (huvudön i ögruppen Sällskapsöarna) och har cirka 127 000 invånare varav 26 050 i själva Papeete .
Staden är uppdelad i sju communes (stadsdelar):
- Arue
- Faaa
- Mahina
- Paea
- Pirae
- Punaauia
- Papeete

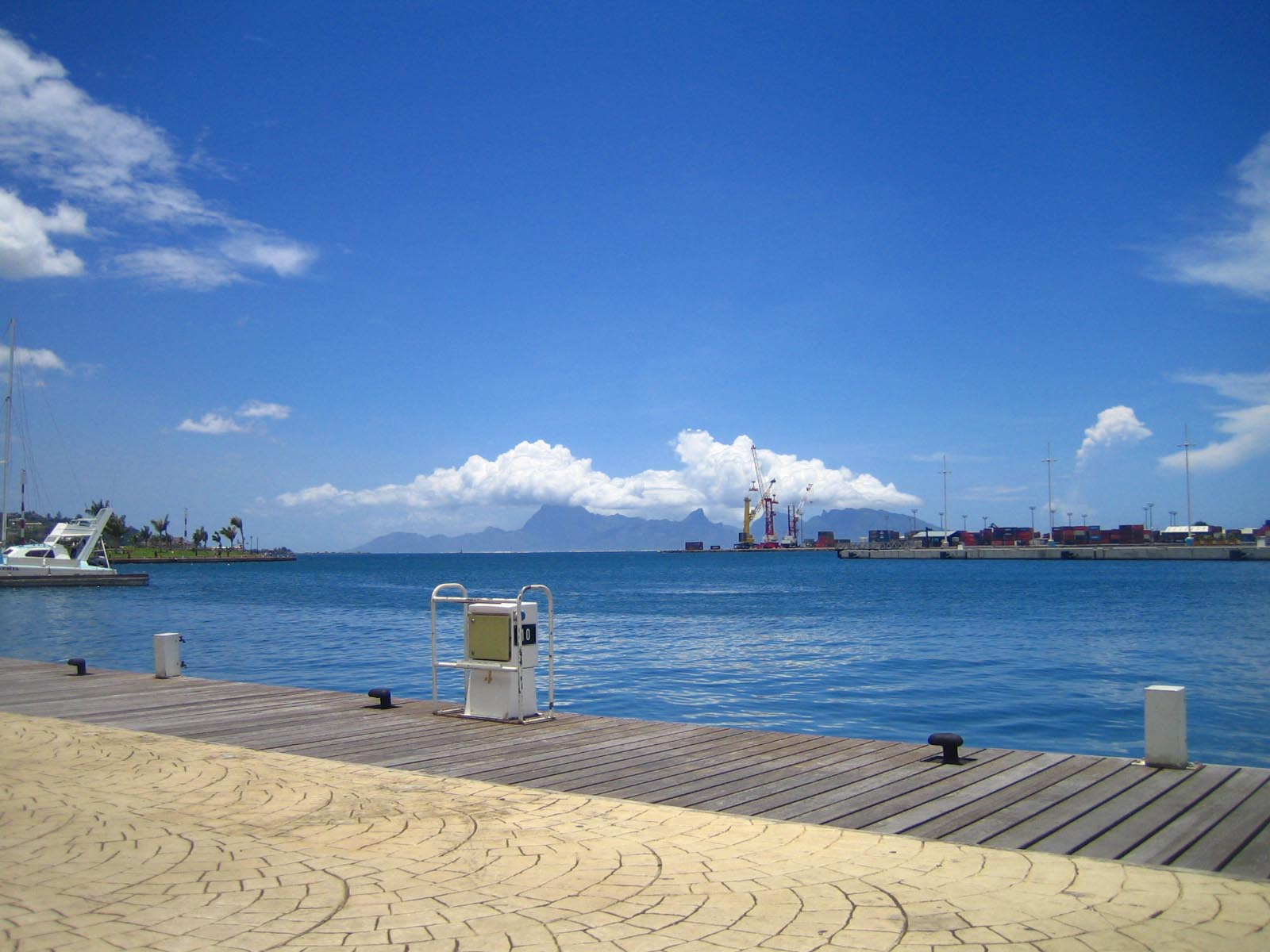
Hamnen

Centrum utgörs av området kring hamnen och hamnesplanaden med bl.a. förvaltningsbyggnader som Le Mairie (stadshuset) och Assemblé territoriale (Franska Polynesiens förvaltning).
Bland andra byggnader finns marknaden Le Marché Papeete, Bougainville Park, Pouvanaa a Oopa statyn (tahitisk krigshjälte och ledamot i lokalförsamlingen) och Cathedrale de Notre Dame de Papeete. Staden har även Le Musee de la Perle ett museum över svarta pärlor som var och är en betydande del i Tahitis vardag och ekonomi.
Cirka 5 km sydväst om staden ligger Faa'a International Airport (flygplatskod PPT) som öppnades 1961 och är den enda flygplatsen i Franska Polynesien med internationell flygtrafik.

## Historia
Missionären William Crook blev 1818 den förste européen som bosatte sig i området.
Staden utsågs år 1830 till huvudstad i det dåvarande kungadömet Tahiti av drottning Pomaré IV och förblev huvudstad även efter 1842 då området blev ett franskt protektorat. Stora delar av staden förstördes 1884 under en brand och återigen 1906 under en storm. Under första världskriget besköts staden 1914 av tyska krigsfartyg.
Bland kända besökare kan nämnas Herman Melville som sedan 1842 vistades som straffånge i staden, den franske målaren Paul Gauguin innan han flyttade till Marquesasöarna och även Robert Louis Stevenson och Henry Adams bodde 1891 en kort tid i Papeete.
Ett svenskt konsulat öppnades i Papeete 1884 (konsul Heinrich Friedrich Jörs, 1831–1894) och finns där sedan dess med undantag av åren 1940–1952.  Den mest namnkunnige bland konsulerna har varit fil dr Bengt Danielsson (1921–1997), som tjänstgjorde 1960–1978.